# Ковач, Мирко
Мирко Ковач (сербохорв. Mirko Kovač; 26 декабря 1938, с. Петровицы близ Никшич, Королевство Югославия — 19 августа 2013, Ровинь, Хорватия) — югославский, хорватский, черногорский и сербский писатель, эссеист, сценарист, лауреат премии журнала НИН (1978), премии Гердера (1995), премии Виленицы (2003).
Один из самых известных славянских писателей второй половины XX века.

## Биография
В молодости переехал в Белград. Окончил факультет драматургии столичного университета. Дебютировал в 1962 году с романом «Gubilište», который подвергся критике со стороны официальных литературных властей СФРЮ и обвинениям в искажении описания мира социализма. С другой стороны, оппозиционные им критики окрестили Ковача, «флагманом волны нуар» в литературе Югославии.
В 1978 году опубликовал свой самый известный роман «Vrata od utrobe» («Врата от чрева»), в которой описал жизнь в родной Герцеговине. Роман получил литературную премию журнала НИН в Сербии.
В начале 1990-х, вместе с Филипом Давидом и Видосавом Стевановичем, организовал Ассоциацию Независимых писателей, в качестве жеста оппозиции к режиму Слободана Милошевича.
Будучи сторонником личной свободы и терпимости, в 1991 году переехал из столицы Сербии Белграда, где он жил в течение многих десятилетий, в Ровинь (Хорватия). Это был личный жест протеста писателя против агрессивного национализма тогдашних властей Сербии.
В Хорватии, он присоединился к оппозиции, формирующейся вокруг сатирического еженедельника «Feral Tribune», в котором продолжал бороться как сербским, так и хорватским национализмом. Был автором популярной колонки в течение многих лет. «Национализм делает людей глупыми», — сказал он однажды.

## Творчество
Мирко Ковач — автор романов, сборников рассказов и очерков, эссе, пьес и ряда сценариев самых известных фильмов югославской кинематографии, таких как «Lisice» («Лисицы»), «Okupacija U 26 Slika» («Оккупация в 26 картинках»), «Pad Italije» («Падение Италии») и «Tetoviranje».
Литературные критики назвали Ковача один из лучших стилистов XX века югославянской письменности. Оценивая творчество Ковача, боснийский поэт Миля Стоич отметил его точность, изысканность, элегантность и музыкальность.
«Эти характеристики отличают книги Ковача от сотен других современных книг на наших языках», пишет он.

## Награды
Ковач отмечен несколькими международными и национальными литературными премиями, в том числе, премии журнала НИН (1978), премии Гердера (1995), премии Виленицы (2003), Тухольской премии Шведского ПЕН-Клуба, несколькими литературными премиями в Белграде, Сараево, Загребе и Подгорице.

## Избранные произведения
- Романы
  - Gubilište,
  - Moja sestra Elida,
  - Malvina,
  - Ruganje s dušom,
  - Vrata od utrobe
  - Uvod u drugi život,
  - Kristalne rešetke,
  - Grad u zrcalu,
- Сборники рассказов
  - Rane Luke Meštrovića
  - Nebeski zaručnici
- эссе
  - Evropska trulež i drugi eseji,
  - Na odru,
  - Cvjetanje mase,
  - Elita gora od rulje;
- киносценарии
  - Okupacija u 26 slika (Оккупация в 26 картинках)и др.